# Timothee Besset
Timothee Besset (znany również jako TTimo) jest pracownikiem id Software znanym z tworzenia i wspierania portów gier tegoż studia na systemy Linux oraz Mac OS. Był zaangażowany w tworzenie portów gier Quake III: Arena, Return to Castle Wolfenstein, Doom 3, Quake 4 oraz Enemy Territory: Quake Wars.